# Ларсон, Гэри
Гэри Ларсон (родился 14 августа 1950 г.) — американский карикатурист, защитник окружающей среды и бывший музыкант. Является создателем комикса The Far Side, который в течение пятнадцати лет публиковался в более чем 1900 газетах по всему миру. Регулярная публикация выпусков комикса закончилась с уходом Ларсона на покой 1 января 1995 года. Двадцать три сборника карикатур были проданы тиражом более сорока пяти миллионов экземпляров.

## Биография
Родился и вырос в Юниверсити-Плейс, Вашингтон, в пригороде Такомы в семье Вернера, продавца автомобилей, и Дорис. Окончил среднюю школу в Юниверсити-Плейс и Вашингтонский государственный университет в Пуллмане по специальности «коммуникации». В средней школе и колледже играл на джазовой гитаре и банджо.
Ларсон рассказывал, что у его семьи «болезненное чувство юмора» и что на него повлияло «параноидальное» чувство юмора его старшего брата Дэна. Дэн также поощрял увлечение брата биологией.

## Биология
Комиксы Ларсона популярны среди биологов. Его карикатуры можно найти в лабораториях  университетов, музеях и исследовательских институтах по всему миру.  
В 1990 году в честь Ларсона был назван вид вши Strigiphilus garylarsoni, которая паразитирует на южной белолицей совке. Художник был польщён и ничего не имел против паразитического насекомого: «я же знал, что никто не собирается писать мне с просьбой разрешить назвать в честь меня новый вид лебедей». 
В одном из комиксов на тему динозавров Ларсон придумал термин Тагомайзер, который постепенно входит в употребление у палеонтологов.
Ларсон также известен как защитник окружающей среды.

## Личная жизнь
В 1987 году Ларсон женился на Тони Кармайкл, антропологе. В настоящее время живет в Сиэтле, штат Вашингтон.